# José Sarmiento Valladares

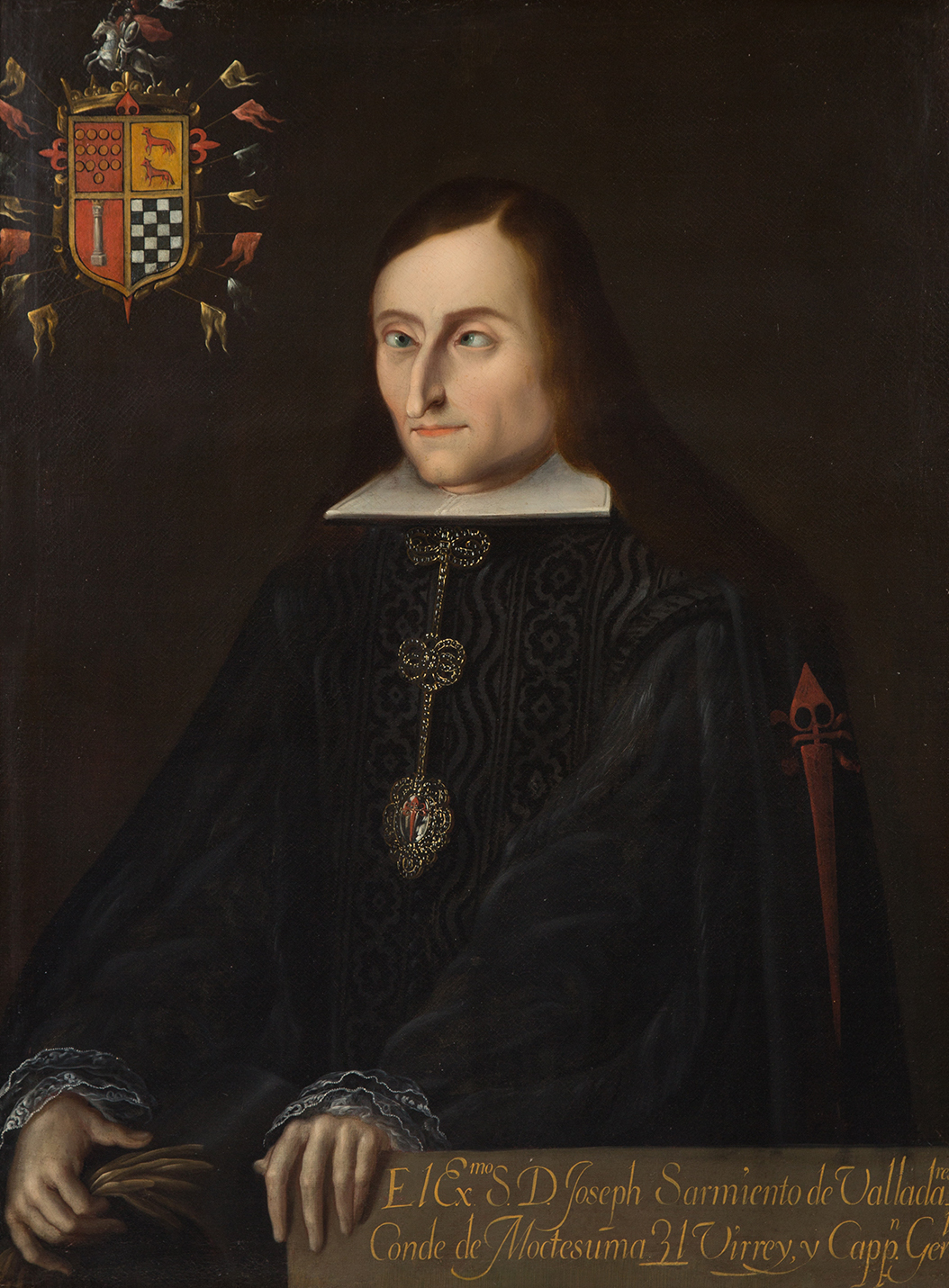
José Sarmiento Valladares

José Sarmiento Valladares, Herzog (spanisch: duque) von Atlixco, Graf (spanisch: conde) von Moctezuma und Tula, spanischer Grande (* Mai 1643 in San Román de Sayamonde bei Pontevedra, Galicien, Spanien; † 10. September 1708 in Madrid, Spanien) war ein spanischer Kolonialverwalter, der als Vizekönig von Neuspanien amtierte.

## Leben

### Herkunft und Familie
José Sarmiento entstammte einer Familie des spanischen Adels. Seine Eltern waren Gregorio und Juana Sarmiento.
Am 4. Mai 1643 wurde er in der Kirche des elterlichen Gutes getauft. Sein Bruder Diego Sarmiento Valladares schlug eine kirchliche Laufbahn ein, wurde  Bischof von Plasencia, Generalinquisitor und Vorsitzender des königlichen Rates von Kastilien.
José Sarmiento heiratete María Jerónima Moctezuma y Jofre de Loaisa, Tochter des Grafen von Moctezuma und Nachfahrin des Aztekenherrschers. Als sie starb, erbte José ihre Titel. Er heiratete 1694 ein zweites Mal, María Andrea de Guzmán y Dávila, eine Nichte des Markgrafen Villamanrique.

### Amtszeit als Vizekönig von Neuspanien
1696 wurde er zum Vizekönig von Neuspanien berufen. Mit seiner Familie fuhr er nach Amerika, reiste aber nicht auf der üblichen Route und verzichtete zunächst auf die üblichen Feierlichkeiten. Am 18. Dezember erreichte er inkognito Mexiko-Stadt, übernahm die Amtsgeschäfte von Bischof Juan Ortega y Montañés und leistete den Amtseid vor der Real Audiencia von Mexico. Erst am 2. Februar 1697 folgte der feierliche Einzug in der Stadt. Bei der Zeremonie stolperte sein Pferd, und der Vizekönig stürzte zu Boden, was zur Erheiterung der Zuschauer führte.
Eine seiner ersten Amtshandlungen war die Entsendung einer weiteren Expedition der beiden Jesuiten Eusebio Francisco Kino und Juan María Salvatierra in Richtung Kalifornien, um dort die Missionierung der einheimischen Bevölkerung und die Erforschung der Gegend voranzubringen.
In Mexiko-Stadt herrschte nach mehreren Jahren der Dürre Lebensmittelknappheit; die ärmeren Leute litten Hunger. Der Vizekönig ließ die Kornspeicher mit Weizen und Mais auffüllen, der in anderen Landesteilen aufgekauft wurde und zu moderaten Preisen an die Bevölkerung ausgegeben wurde. Trotz dieser Maßnahmen kam es 1697 zu Hungerrevolten der ärmsten Bevölkerungsschichten, die gewaltsam niedergeschlagen wurden. Als Ausgleich gestattete Sarmiento den Konsum von Pulque, einem leicht alkoholischen Getränk, das bei der indianischen Bevölkerung sehr beliebt war.
Ein weiteres Problem war die Wegelagerei: Straßenräuber machten viele Wege und Straßen unsicher. Durch Patrouillen von Milizen in den städtischen Gebieten sowie drakonische Strafandrohungen versuchte Sarmiento die Kriminalität einzudämmen. Auf Straßenraub stand die Todesstrafe, Gefangene mit geringeren Vergehen wurden nach Puerto Rico zur Zwangsarbeit geschickt.
Der Silber- und Goldabbau litt in jener Zeit unter dem Mangel an Quecksilber. Vizekönig Sarmiento kaufte alle verfügbaren Mengen auf den Philippinen auf und sorgte so für Nachschub.
Die Regenzeit 1697 brachte heftige Überschwemmungen, die zu Beschädigungen an zahlreichen Gebäuden führten. Das trieb die Arbeiten an der Entwässerung des Tales von Mexiko voran. Im Frühjahr 1699 wurden die Arbeiten am Vizekönigs-Palast beendet, die durch das Erdbeben und Feuer von 1692 nötig geworden waren.
Am 7. März 1701 traf in Mexiko ein Brief der regierenden Königin Maria Anna ein, der den Tod von König Karl II. bekannt gab. Da die Ehe der beiden kinderlos geblieben war, stritten sich die europäischen Mächte um den spanischen Thron. Neben dem von Karl vorgesehenen Nachfolger Philipp von Anjou, der in Spanien die Regierung übernommen hatte, erhoben auch die österreichischen Habsburger Ansprüche auf den Thron für Erzherzog Karl. Dieser Konflikt führte zum spanischen Erbfolgekrieg.
Sarmiento sympathisierte offen mit den Österreichern. Der Konflikt spitzte sich auch in Amerika zu: Holländische und englische Schiffe näherten sich Veracruz (Holland und England standen an der Seite Österreichs), während französische Schiffe auf Befehl König Ludwig XIV. den bedrängten Bourbonen zur Hilfe eilten.
In dieser Situation schien ein illoyaler Vizekönig untragbar: Sarmiento erhielt Befehl, das Amt erneut an Juan Ortega y Montañés zu übergeben, der mittlerweile zum Erzbischof von Mexiko ernannt worden war.

### Späte Jahre in Spanien
Sarmiento übergab im November 1701 die Amtsgeschäfte; angesichts der Kriegssituation musste er noch einige Monate warten, bis er im Juni 1702 mit einer spanischen Flotte von Veracruz nach Europa segeln konnte.
In Spanien leistete er dem neuen König Philipp V. den Treueeid und wurde im November 1704 zum Herzog von Atlixco und zum spanischen Granden erhoben.
1708 starb er.